# Новосовское (Середино-Будский район)
Новосовское (укр. Новосовське) — село,
Пигаревский сельский совет,
Середино-Будский район,
Сумская область,
Украина.
Село ликвидировано в 1988 году .

## Географическое положение
Село Новосовское находится на расстоянии в 0,5 км от села Рог.

## История
- 1988 — село ликвидировано [1].